# Nāḩiyat Markaz as Suqaylibīyah
Nāḩiyat Markaz as Suqaylibīyah (arabiska: ناحية مركز السقيلبية) är ett subdistrikt i Syrien.   Det ligger i provinsen Hamah, i den västra delen av landet, 210 km norr om huvudstaden Damaskus.
Trakten runt Nāḩiyat Markaz as Suqaylibīyah består till största delen av jordbruksmark. Runt Nāḩiyat Markaz as Suqaylibīyah är det tätbefolkat, med 383 invånare per kvadratkilometer.